# Roßthal (Berching)
Roßthal ist ein Gemeindeteil der Stadt Berching im Landkreis Neumarkt in der Oberpfalz.

## Geschichte
Am 1. Januar 1972 wurde die Gemeinde Wattenberg mit dem Kirchdorf Hennenberg und dem Weiler Roßthal nach Berching eingemeindet.

## St. Nikolaus
St. Nikolaus ist eine Saalkirche mit einer Polygonalapsis und Chordachreiter aus dem 18. Jahrhundert und eingetragenes Baudenkmal.